# Micrathyria didyma
Micrathyria didyma là loài chuồn chuồn trong họ Libellulidae. Loài này được Selys in Sagra mô tả khoa học đầu tiên năm 1857.